# Гай Марий
Вижте пояснителната страница за други личности с името Гай Марий.
Гай Марий (на латински: Gaius Marius) е римски военачалник и политик, избиран за консул безпрецедентните 7 пъти. Известен е със своята реформа на римската армия.

## Начало на кариерата
Марий е роден през 157 пр.н.е. в Cereatae до град Арпинум в южната част на Лациум. Градът е завзет от римляните през 305 пр.н.е. Жителите на града имат римски права, но нямат избирателни права. Чак през 188 пр.н.е. получават право на глас. Въпреки че Плутарх твърди, че бащата на Марий не е от знатно потекло, това е малко вероятно, тъй като Марий има връзки в римския нобилитет, който е в местното управление в Арпин и е бил свързан чрез родствени връзки с елита на града. Всичко това говори, че той е роден в семейство от конническото съсловие с произход от волските, което има политическо влияние в региона.
Син е на италик със същото име и съпругата му Фулцина (Fulcina).
Гай Марий се жени около 110 пр.н.е. за Юлия Цезарис (леля на Юлий Цезар). Имат двама сина Гай Марий Младши (109 – 82 пр.н.е.), който се жени за Муция Терция, както и второ дете, починало рано при една от епидемиите от блатна треска (най-вероятно малария).
Съществува легенда, според която в ранните си години Марий намира гнездо на орли с няколко птици вътре. Тъй като орелът се счита за птица, посветена на бог Юпитер в римската митология, този знак по-късно се разглежда като предсказание за това, че Марий ще бъде избран за консул 7 пъти.

## Реформи

### Римската войска преди реформите
До последното десетилетие на ІІ век пр.н.е. изискванията към войниците на Римската република били доста строги:
- Те трябвало да принадлежат към поне пета цензорска класа;
- Имотното им състояние трябвало да превишава 3000 сестерции;
- Били длъжни сами да осигурят въоръжението си.

Освен това Рим в периода на ранната република нямал постоянна армия. Когато се появявала заплаха от война, текущите консули били длъжни да наберат войска от годните за служба граждани на републиката. Като правило един от консулите оглавявал войската в битката, но не всички консули били талантливи пълководци. Например през 113 пр.н.е. консулът Гней Папирий Карбон губи битката при Норее срещу племената на кимврите и тевтоните, губейки почти 20 хиляди души от своята армия. След това следва войната с Югурта. След продължителна война Сенатът изпраща опитния военачалник и консул Квинт Цецилий Метел. Въпреки че спечелил няколко битки, цели 2 години не могъл да сложи край на войната, като достигне желаната победа. При консулските избори през 107 пр.н.е. Сенатът издига като кандидатура Метел, докато конниците и подкрепящите ги популари издигат Гай Марий. Така Гай Марий е избран за консул. Възложено му е да завърши войната в Африка. Победата му над Югурта го прави широко популярен сред гражданите на Древен Рим, макар и формално погледнато, той няма толкова големи заслуги, каквито му се преписват. Обратът във военните действия започва при Метел, а самото пленяване на Югурта се извършва от Сула.

### Реформите на Гай Марий
През 107 пр.н.е. Сенатът разрешава на Гай Марий да призовава в армията и граждани, които не притежават необходимия имуществен ценз. Променили се и условията за служба. Нейният срок бил определен на 16 години, независимо от това дали републиката се намира в положение на мир или война. Тъй като повечето от гражданите били бедни, Марий определил и заплата и пълно бойно снаряжение за легионерите. Предложил да лишат войниците от граждански права, но от друга страна да имат право да задържат всички трофеи, които придобият по време на война. Нямайки друг начин да получат обществен статут, много граждани се стекли под знамената на Марий.
След като вече разполагал с постоянна и професионална армия, Марий имал възможност да стандартизира обучението и екипировката на всички римски легиони. Тренировката и обучението на легионите продължавала с години. Марий организирал римските легиони в следния вид. Напълно комплектован легион се състоял от примерно 6000 души, от които само 5200 били воините. Останалите се класифицирали като невоенни. Легионът се разделял на 10 кохорти от по 6 центурии всяка и 10 центурия в първа кохорта. Центурия се състоял от 80 души и се делил на групи по 8 души (на латински: contubernia), които живеят заедно. Центурия в битка, в марш и в лагера действа като бойна единица. Всеки легионер носи със себе си своето оръжие, броня, лични вещи и продоволствие за 15 дни като общото тегло на „раницата“ (marching pack, sarcina-Latin) с екипировката, носена на раздвоен кол „фурка“,(furca, „вилица“) достига 25 кг и спечелва на войниците прякора „мулета на Марий“ (muli mariani). Това намалило обема на обоза и армията станала по-мобилна. Скоро легионите достигнали върха на физическата кондиция и дисциплина, непознати в античния свят. Това била втората важна реформа, увеличаваща военната мощ на Древен Рим.
Третата реформа, която провежда Гай Марий, се състои в награждаване на ветераните от армията със земя. Римските граждани, които са отслужили определения срок в армията, получавали парична пенсия и участък земя в завоюваните региони.
Накрая Марий предложил пълноправно римско гражданство на всички италийски съюзници, които отслужат определен срок в римската армия. Опитите му да се наложат реформите били спрени от Сената и патрициите в него. Това довело до избухване на т.нар. Самнитска (Италийска) война.

## Политическа кариера
През 88 пр.н.е. Сула завладява Рим и привържениците на Сулпиций, които все още не били избягали, са осъдени. Гай Марий е заловен и осъден на смърт. Успява да избяга от затвора и след дълги странствания се укрива в Африка. Когато на следващата година Сула заминава на изток, неговите противници – популарите се раздвижват. След непродължителна обсада на Рим, войските на Марий и Цина превземат столицата. Избиват привържениците на Сула и отменят законите му. Възстановяват властта на народните трибуни.

### Резултати от реформите
Първият и най-очевиден резултат е увеличаване на военната мощ на римската армия. При заплаха от война повече не се налага спешно да се набира войска от мирното население, да се обучава да се бие, да се подчинява на команди и да спазва военна дисциплина. Този факт сам по себе си е залог за успеха на римската военна машина и води до продължителната хегемония на Рим на полесраженията.
Друг важен фактор е основаването на ветерански колонии на завоюваните територии. Това помогнало да се интегрират тези региони в общата държава и подпомогнало романизацията на местното население, както и предотвратило метежи срещу метрополията.
Сред негативните страни на реформата може да се отбележи, че легионите вече не служили толкова на „сената и римския народ“, колкото на пълководците, ръководещи армията. Станало обичайно явление, след като врагът е покорен, пълководците да не свалят от себе си пълномощията си, а вместо това да използват войската, която им е вярна, за да получат повече власт. Това довело до няколко граждански войни в течение на следващите столетия, което станало и причина за окончателното рухване на Републиката и превръщането ѝ в империя.

## Хронология
- 157 пр.н.е. – Ражда се в Cereatae до Арпинум, дн. Арпино
- 134 пр.н.е. – Военен трибун
- 122 пр.н.е. – Квестор в Трансалпийска Галия
- 120 пр.н.е. – Народен трибун
- 116 пр.н.е. – Претор
- 114 пр.н.е. – Назначен за управител на провинция Лузитания
- 110 пр.н.е. – Жени се за Юлия, леля на Юлий Цезар
- 107 пр.н.е. – Избран за консул за 1-ви път
- 104 пр.н.е. – 100 пр.н.е. – Пет поредни години е избиран за консул
- 101 пр.н.е. – Воюва успешно срещу германските племена
- 91 пр.н.е. – 88 пр.н.е. – Оглавява римската армия в Съюзническата война
- 87 пр.н.е.
  - Влиза в съюз със Публий Сулпиций Руф, искайки командването във войната срещу Митридат VI
  - Сула завзема Рим, оспорвайки командването на войските
  - Марий със син си Гай Марий Младши бяга в Африка
  - Връща се от изгнание с нова армия и с помощта на консула Луций Корнелий Цина овладява Рим
- 86 пр.н.е.
  - Избран за консул за 7-и път
  - Умира в Рим на 13 януари